# Tønsberg
Tønsbergⓘ ist eine Stadt und Kommune in der norwegischen Landschaft Vestfold und Provinz (Fylke) Vestfold. Die Kommune grenzt im Norden an Holmestrand, im Westen an Larvik, im Südwesten an Sandefjord, im Süden an Færder sowie im Osten an Horten und den Oslofjord. Das Stadtzentrum Tønsbergs liegt gleich im Norden von Nøtterøy, auf der Halbinsel zwischen dem Tønsbergfjord im Westen und dem Fjordbassin Træla im Osten. Der höchste Punkt in der Kommune ist der Undrumsåsen mit 145 moh. Das Stadtwappen ist das einzige im Original erhaltene mittelalterliche Stadtsiegel von 1349.

## Geologie
Der Ort liegt in einer sehr stark vulkanisch und magmatisch geprägten Region, die man in den Geowissenschaften als Oslograben bezeichnet. Im Umfeld der Stadt befindet sich das Vorkommen eines seltenen roten Syenits, der auch Tönsbergit genannt wird. Die Stadt Tønsberg ist die Typlokalität für diesen Gesteinsnamen, den der norwegische Geologe Waldemar Christofer Brøgger 1898 prägte und das Gestein erstmals wissenschaftlich beschrieb.

## Geschichte

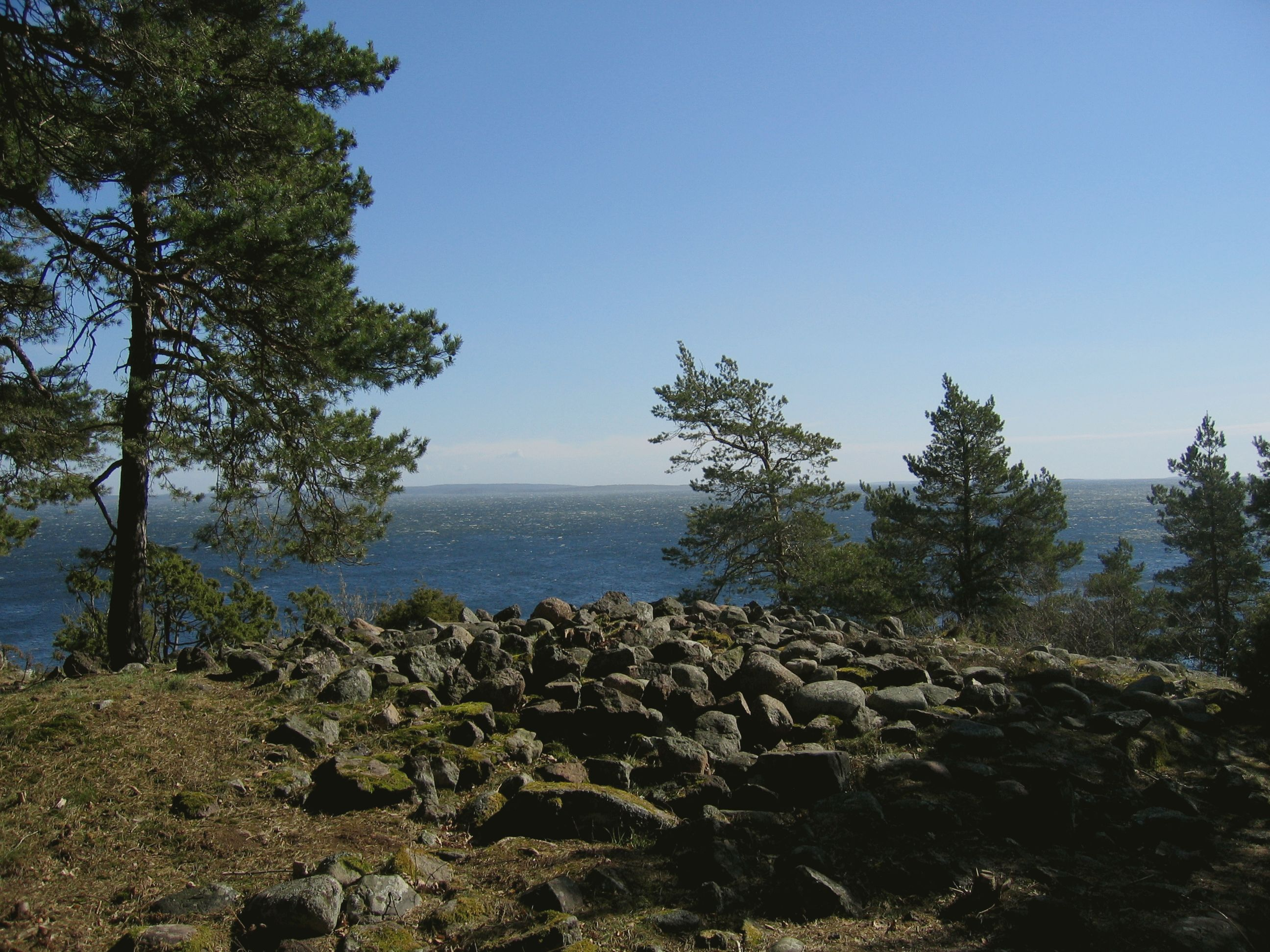
Röse von Tønsberg-Karlsvikodden

Nach der Überlieferung von Snorri Sturluson wurde Tønsberg vor der Schlacht im Hafrsfjord im Jahre 871 gegründet, damit wäre Tønsberg die älteste norwegische Stadt. Der altnorwegische Name der Stadt war Tunsberg. Tun bedeutet „eingezäunter Platz“. Die Stadt feierte 1871 ihr 1000-jähriges Bestehen und viele halten die Angaben Snorri Sturlusons für korrekt, zumal es kaum andere schriftliche Quellen aus dieser Zeit gibt. Bei Ausgrabungen seit den 1970er Jahren in den ältesten Teilen der Stadt wurden jedoch keine Belege für eine so frühe Gründung gefunden. 1904–1905 wurde bei Ausgrabungen das Oseberg-Schiff, das wichtigste Zeugnis der Stadt aus der Wikingerzeit, als Grabbeigabe entdeckt. Der Bau des Schiffes wird um das Jahr 820 geschätzt. Das Schiff befindet sich heute im Museum Vikingskipshuset in Oslo. Eine Nachbildung des Oseberg-Schiffs wurde 2011 im Hafen von Tønsberg fertiggestellt.
Die Festung Tunsberghus auf dem Schlossberg war im 12. und 13. Jahrhundert eine der königlichen Residenzen und Festungen. Sie wurde in dieser Zeit von den Königen Håkon Håkonsson und Magnus Lagabøte in großem Umfang ausgebaut. Håkons Tochter, Kristina von Tønsberg, starb kurz nach ihrer Hochzeit mit dem spanischen Prinzen von Kastilien. Um 1200 verschanzten sich in der Festung die Vertreter der Bischofspartei, die Bagler, gegen die Angriffe der Birkebeiner unter König Sverre.
Die Stadt war das ganze Mittelalter über eines der politischen Machtzentren des Landes. Bis 1503 war die Festung Residenzsitz der Lehnsmänner von Tønsberg. Die Festung wurde 1503 von schwedischen Soldaten eingenommen und niedergebrannt. Mit acht Kirchen und Klöstern der Prämonstratenser und der Franziskaner innerhalb der Stadtgrenzen war es auch ein geistliches Zentrum. Durch das Konkordat von Tønsberg, einem 1277 geschlossenen Vergleich zwischen König Magnus Lagabøte und Erzbischof Jon Raude, wurden die bis dahin bestehenden Privilegien der Kirche in der Rechtsprechung beschnitten und die Kirche der Krone untergeordnet. Das Konkordat wurde 1458 durch Christian I. erneuert.
Tønsberg war im Mittelalter auch ein wichtiger Handelsort und wurde 1276 – gemeinsam mit Bergen, Oslo und Trondheim – durch das Bylov (Stadtrecht) des Königs Magnus Håkonsson Lagabøte zur kjøpstad erhoben (als eine der ersten kjøpsteder in Norwegen). Die Stadt war von 1250 bis 1530 Mitglied der Hanse. Ende des 12. Jahrhunderts kamen die ersten ausländischen Kaufleute in die Stadt, um Handel zu treiben. Nachdem sie zunächst nur in der Sommerzeit hier tätig waren, wurden sie ab 1250 ganzjährig ansässig. Mit dem Niedergang der Hanse verloren die ausländischen Kaufleute ihre Handelsprivilegien und die Bedeutung Tønsbergs als Kaufmannsstadt sank.
Ein großer Brand, der 1536 den Großteil der Stadt vernichtete, bewirkte, dass Teile der Stadt lange Zeit nicht wieder aufgebaut wurden und eine weiter abnehmende Bedeutung der Stadt im folgenden Jahrhundert.
Erst im 17. Jahrhundert gewann Tønsberg wieder an Bedeutung, vor allem für Norwegens Seefahrt und Walfang. Durch Svend Foyn, einem Schiffsreeder in Tønsberg, wurden 1864 die ersten Walfangschiffe mit den von ihm entwickelten Harpunen mit Granatkopf ausgerüstet. 1739 wurde auf der Halbinsel Valløy im Ortsteil Sem das staatliche Salzbergwerk „Christiansverk“ gegründet, das bis 1860 in Betrieb war. Die 1905 durch ExxonMobil gegründete Erdölraffinerie wurde im Zweiten Weltkrieg durch Bombenangriffe schwer zerstört und stellte Anfang der 1950er Jahre die Produktion endgültig ein.
Während der deutschen Besetzung unterhielt die nationalsozialistisch kontrollierte Staatspolizei der Kollaborationsregierung auf dem Gelände des Gehöfts Søndre Berg ca. 4 km nördlich des Stadtzentrums von 1942 bis 1945 ein Internierungs- und Kriegsgefangenenlager, das Lager Berg, in dem u. a. Juden und Widerstandskämpfer terrorisiert und misshandelt wurden.
Das Gelände der ehemaligen Schiffswerft ist heute Sitz der „Grenland Group“, eines Unternehmens für die Entwicklung und Produktion von Ausrüstungen für Erdöl-Plattformen und anderen Offshore-Bohrsystemen sowie Schwimmdocks. Heutzutage ist Tønsberg als Hauptstadt der Provinz Vestfold ein wichtiges Zentrum des Handels und der Verwaltung und zählt in den Sommermonaten zu den bevorzugten Ferienorten in Norwegen.
Seit 1948 ist Tønsberg Sitz des neuen Bistums Tunsberg der Norwegischen Kirche.
Zum 1. Januar 2020 wurde die Kommune Re eingegliedert.
Die Regierung hat den Bau eines neuen Gerichtsgebäudes in Tønsberg beschlossen. Dadurch werden das Bezirksgericht Vestfold, das Grundbuchamt Vestfold und des Berufungsgerichts Agder in Vestfold in einem Gebäude vereint. Der Baubeginn war im Frühjahr 2024. Das Gebäude wird unter anderem 14 Gerichtssäle, Mehrzweckräume und Büroarbeitsplätze für rund 60 Personen umfassen. Das Gerichtsgebäude entsteht auf einem 1,3 Hektar großen Grundstück im Stadtzentrum und in der Nähe des Bahnhofs Tønsberg. Der Neubau wird rund 4.800 Quadratmeter umfassen. Das Gerichtsgebäude soll im Herbst 2025 bezugsfertig sein.

## Partnerstädte
Innerhalb der nordischen Länder bestehen Partnerschaften mit:
- Ísafjörður in Island
- Joensuu in Finnland
- Linköping in Schweden
- Roskilde in Dänemark

Neben diesem Verbund verbindet seit 2003 Tønsberg eine weitere Städtepartnerschaft mit Covarrubias in der spanischen Provinz Burgos.
Tønsberg, Joensuu, Linköping und Roskilde kooperieren zudem innerhalb des Netzwerkes MECINE (Medium Cities In Europe) mit weiteren Orten:
- Chartres in Frankreich
- Delft in den Niederlanden
- Évora in Portugal
- Ravenna in Italien
- Speyer in Deutschland

## Kultur und Sehenswürdigkeiten

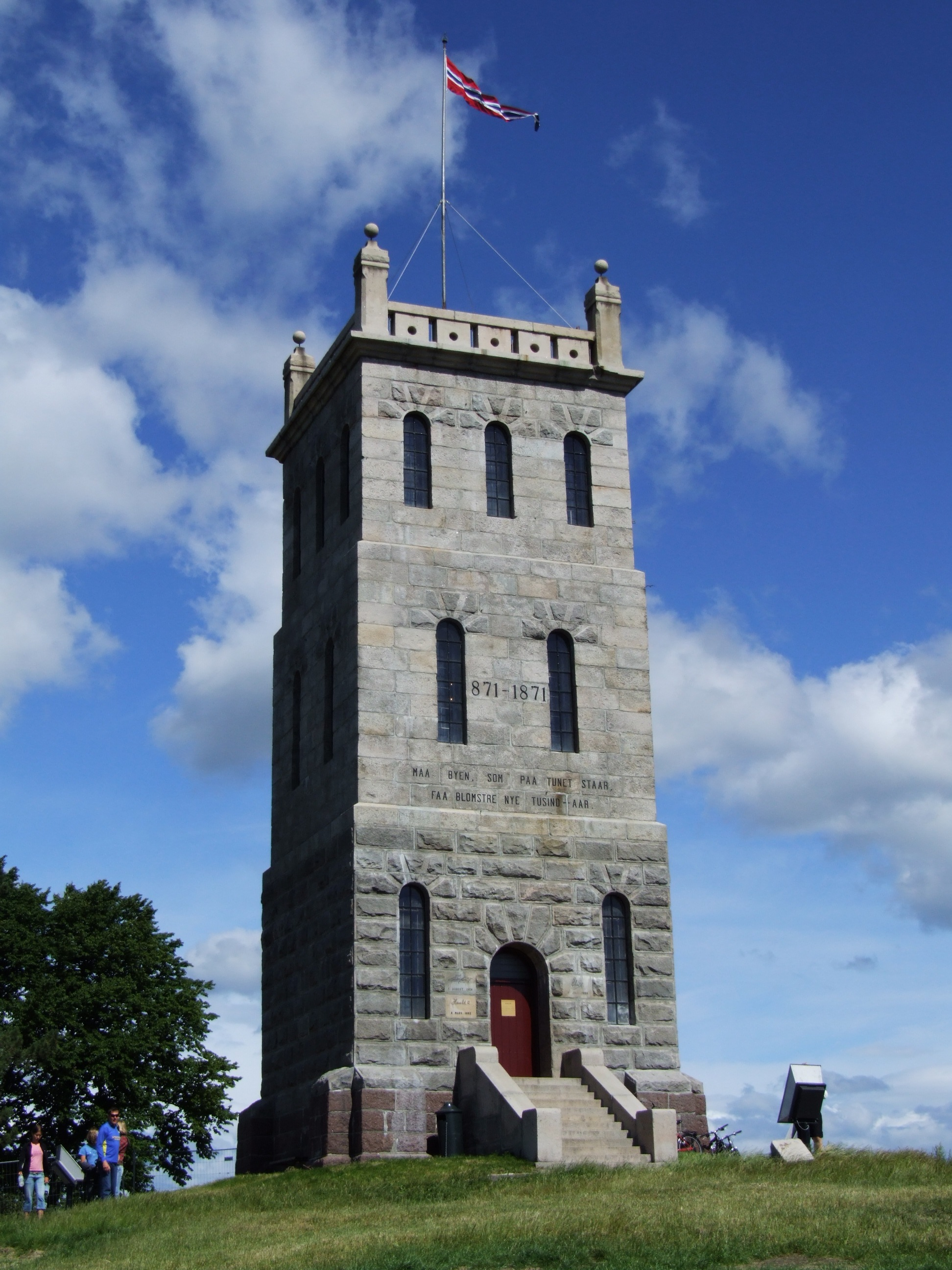
Turm zur Erinnerung an das 1000-jährige Stadtjubiläum auf dem Schloßberg

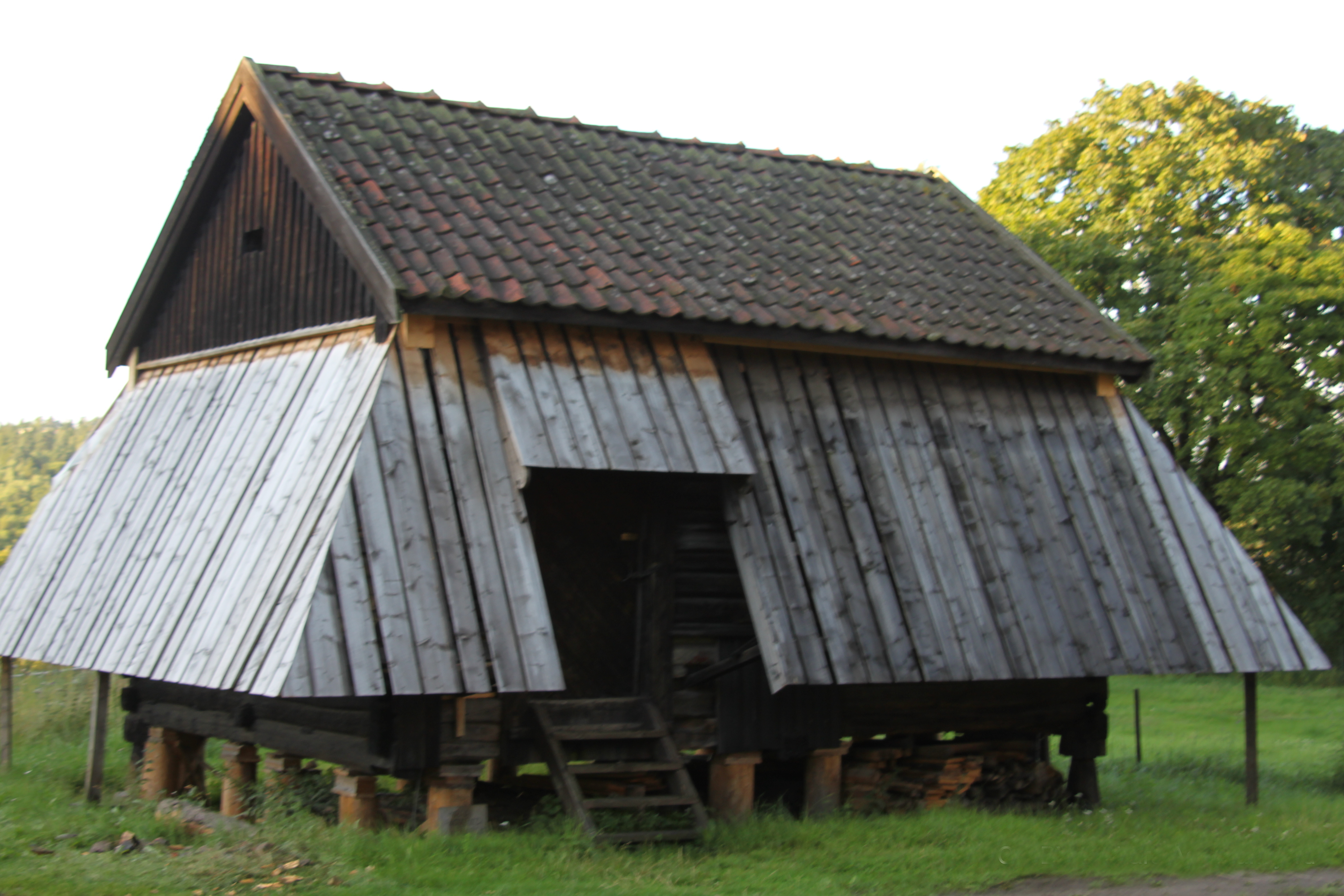
Schlossbergmuseum

Tønsberg ist kulturelles Zentrum der Vestfold-Region. Alljährlich finden hier das Schlossberg Musik Festival (Juli), das Tønsberg Mittelalterliche Festival (Mai) und die Vestfold-Festspiele (Juni–Juli) statt. Zentraler Veranstaltungsort für Theatervorstellungen, Konzerte und Ausstellungen ist das Oseberg Kulturhus.
Nennenswerte Sehenswürdigkeiten sind:
- Ruinenpark auf dem Schloßberg mit den Resten der Tunberghus-Festung und dem Schloßbergturm von 1888 zur Erinnerung an das 1000-jährige Stadtjubiläum. Im Turm befinden sich die Insignien der norwegischen Könige Haakon VII., Olav V. und Harald V.
- Das Schlossberg-Museum mit Ausstellungen zur Geschichte der Stadt und der Region, einem kleinen Freilichtmuseum und einem riesigen Wal-Skelett
- Haugur Vestfold Kunstmuseum, in einem Bau von 1922, dessen Fassade mit Statuen von Architekten verschiedener Nationen geschmückt ist
- Historisches Schifffahrtsmuseum von Tønsberg
- Dom zu Tønsberg

## Sport
In Tønsberg fand 1937 auf dem Bjellandbakken die Norwegische Meisterschaft im Skispringen statt. Der Fußballklub FK Tønsberg spielte 2011 in der 2. norwegischen Liga.
Die Umgebung von Tønsberg mit rund 700 Schäreninseln ist ein beliebtes Gebiet für Wassersportler.

## Verkehr
Tønsberg hat einen Bahnhof an der Vestfoldbahn Skien–Drammen(–Oslo).
Nach Sandefjord und Strömstad (Schweden) bestehen Fährverbindungen.

## Söhne und Töchter der Stadt
Bekannte, in Tønsberg geborene Menschen sind unter anderem der frühere norwegische Ministerpräsident Johan Sverdrup, der Sänger Jahn Teigen, der Schriftsteller Ingvar Ambjørnsen, sowie der ehemalige Schachweltmeister Magnus Carlsen.